# Балта-Арсе
Балта-Арсе (рум. Balta Arsă) — село у повіті Ботошані в Румунії. Входить до складу комуни Корнь.
Село розташоване на відстані 362 км на північ від Бухареста, 8 км на південний захід від Ботошань, 92 км на північний захід від Ясс.

## Населення
За даними перепису населення 2002 року у селі проживали 390 осіб, усі — румуни. Усі жителі села рідною мовою назвали румунську.